# ليلو (لاعب كرة قدم)
إلينتون أنطونيو كوستا مورايس (من مواليد 30 مارس 1990)، المعروف باسم ليليو، هو لاعب كرة قدم برازيلي يلعب لصالح نادي بارانا كلوب على سبيل الإعارة.

## المسيرة الكروية
كيه في سي ويسترلو
سجل ليليو هدفًا في أول مباراة له في الدوري ضد سيركل بروج في 14 مارس 2010، وسجل في الدقيقة 50.
سي آر بي
لعب ليليو أول مباراة له ضد كامبيننسي في بطولة كوبا دو نورديستي في 30 يناير 2013. وسجل هدفه الأول ضد نادي فييرينسي في 2 فبراير 2013، وسجل في الدقيقة 85.
اي سي ريو فيردي
ظهر ليليو لأول مرة في الدوري ضد جويانيسيا في 3 مارس 2013.
إثنيكوس أخنا
لعب ليليو أول مباراة له في الدوري ضد أيل ليماسول في 1 سبتمبر 2013. وسجل هدفه الأول في الدوري ضد أيك لارنكا في 15 سبتمبر 2013، وسجل في الدقيقة 34.
هبوعيل رعنانا
خاض ليليو أول مباراة له في الدوري ضد هبوعيل تل أبيب في 18 يناير 2014.
بيركيركارا
سجل ليليو هدفًا في أول مباراة له في الدوري ضد بييتا هوتسبيرز في 16 أغسطس 2014، وسجل في الدقيقة 77.
نيا سالامينا
خاض ليليو أول مباراة له في الدوري ضد بافوس في 18 يناير 2016.
جزيرا يونايتد
لعب ليليو أول مباراة له في الدوري ضد موستا في 17 سبتمبر 2016. وسجل هدفه الأول في الدوري ضد بيمبروك أثليتا في 22 سبتمبر 2016، وسجل في الدقيقة 79.
نومي كالجو
في 3 يوليو 2017، وقع ليليو عقدًا مع نادي نومي كالجو الإستوني. وسجل في أول ظهور له في الدوري ضد فابروس في 9 يوليو 2017، وسجل في الدقيقتين 42 و58.
فاز كالجو بلقب دوري إستونيا الممتاز لعام 2018 مع حصول ليليو على لقب هداف الدوري برصيد 31 هدفًا.
برومابوجكارنا
في 7 أغسطس 2019، وقع ليليو عقدًا مع نادي برومابويكارنا السويدي. ظهر لأول مرة في الدوري ضد نادي أوسترز في 18 أغسطس 2019. سجل ليليو هدفه الأول في الدوري ضد نادي أورغريت في 28 سبتمبر 2019، مسجلاً في الدقيقة 90+1. غادر في نهاية العام.
إنتر توركو
خاض ليليو أول مباراة له في الدوري ضد روفانييمين بالوسيورا في 2 يوليو 2020. وسجل هدفه الأول في الدوري ضد هاكا في 26 يوليو 2020، وسجل في الدقيقة الثانية.
رياضة هوانكايو
لعب ليليو أول مباراة له في الدوري ضد ديبورتيفو مونيسيبال في 12 مارس 2021. وسجل هدفه الأول في الدوري ضد أليانزا يونيفرسيداد في 3 مايو 2021، وسجل في الدقيقة 47.
ليفاديا أف سي آي
خاض ليليو أول مباراة له في الدوري ضد تالينا كاليف في 1 مارس 2022. وكان أول أهدافه للنادي عبارة عن ثلاثية ضد فابروس في 5 مارس 2022. 
نادي بارانا
في 5 أبريل 2023، أُعلن عن ليليو لاعبًا في نادي بارانا كلوبي. سجّل ليليو 5 أهداف في أول 6 مباريات له مع الفريق القادم من مدينة كوريتيبا. بين سبتمبر 2023 ومارس 2024، أُعير إلى ناديي ألتوس و بي أس تي سي خلال الفترة التي لم يكن لدى بارانا كلوبي فيها أي مباريات في التقويم.
إعارة إلى ألتوس
خاض ليليو أول مباراة له في الدوري ضد ساو برناردو في 8 يوليو 2023.
إعارة لشركة بي أس تي سي
خاض ليليو أول مباراة له في الدوري ضد كوريتيبا في 18 يناير 2024.

## الأوسمة
- ليفاديا أف سي آي.

- كأس السوبر الإستوني: 2022.

فردي
- لاعب الشهر في مايستريليجا: أبريل 2018.[28]
- أعلى نتيجة في دوري إستونيا الممتاز 2018.[29]